# Toda-ke no kyōdai
Toda-ke no kyōdai (戸田家の兄妹) és una pel·lícula japonesa de 1941 dirigida per Yasujirō Ozu. El 2010, el BFI va llançar un DVD de la regió 2 de la pel·lícula com un extra del format dual (Blu-ray + DVD) de Contes de Tòquio.

## Sinòpsi
La família Tota, de classe alta, celebra el 69è aniversari del seu pare amb una sessió fotogràfica commemorativa en el seu jardí a l'aire lliure. Malauradament, poc després de la sessió fotogràfica, el pare, Shintaro Tota (Hideo Fujino), pateix un infart de miocardi. Després de la seva mort, el seu fill gran, Shinichiro (Tatsuo Saito) anuncia que com el seu pare havia actuat com un garant per a una companyia que es va declarar en fallida, ells han d'ajudar a pagar els deutes d'aquesta companyia. La família decideix vendre totes les propietats del seu difunt pare i antiguitats, deixant només una vella casa al costat del mar. Mentrestant, la mare (Ayako Katsuragi) i la filla menor Setsuko (Mieko Takamine) anirien i es quedarien amb Shinichiro i la seva dona. El segon germà solter Shojiro (Shin Saburi) aprofita l'oportunitat per allunyar-se del Japó a Tianjin, Xina (que havia estat ocupada per Japó durant la Segona Guerra Sinó-Japonesa).
La mare i Setsuko aviat xoquen amb l'esposa de Shinichiro, Kazuko. Després d'algun temps, incapaç de suportar amb Kazuko, els dos es traslladen per quedar-se amb Chizuko (Mitsuko Yoshikawa), la germana gran casada. No obstant això, els plans de Setsuko per sortir a treballar es troben amb l'objecció vehement de Chizuko, que troba tota la idea vergonyosa (ja que són una família de classe alta). Chizuko també xoca amb la mare sobre el seu net, que ha estat ahciendo campana a l'escola. Finalment, la Sra. Tota i Setsuko decideixen traslladar-se a un apartament abandonat i atrotinat al costat del mar, en lloc d'assetjar la segona germana de Setsuko, Ayako (Yoshiko Tsubouchi), perquè es quedi un lloc on quedar-se. Ayako i el seu marit són més que feliços de deixar-los allotjar-se en un altre lloc.
L'aniversari de la mort del pare arriba aviat, i la família es reuneix per a una reunió cerimonial. Shojiro arriba a temps per al sopar familiar. No obstant això, se sorprèn en saber que la seva mare i Setsuko es queden sols al costat del mar. Ell reprèn a tots i cadascun dels seus germans i germanes al seu torn amb severitat, atacant-lis per no fer la seva part com nens, i els insta a sortir del la llar a la vegada, el que acaben fent. Després del sopar, Shojiro demana a la seva mare ia la seva germana que es quedin amb ell a Tianjin, a la Xina. Els dos estan d'acord. Setsuko tracta de fer coincidir a Shojiro ia la seva amiga Tokiko (Michiko Kuwano), que ha vingut per a una visita, però Shojiro va a la platja abans que ella pugui fer que es coneguin.

## Repartiment
- Mieko Takamine com Setsuko Toda
- Shin Saburi com Shojiro Toda
- Hideo Fujino com Shintaro Toda
- Ayako Katsuragi com Sra. Toda
- Mitsuko Yoshikawa com Chizuru
- Chishū Ryū com Amic
- Masao Hayama com Ryokichi
- Tatsuo Saitō com Shinichiro
- Kuniko Miyake com Kazuko